# Kirkpatrickia variolosa
Kirkpatrickia variolosa är en svampdjursart som först beskrevs av James Barrie Kirkpatrick 1907.  Kirkpatrickia variolosa ingår i släktet Kirkpatrickia och familjen Hymedesmiidae. Inga underarter finns listade i Catalogue of Life.